# Туђе је слађе
Туђе је слађе (енгл. „Prime“) је америчка романтична комедија из 2005. режисера Бена Јангера са Мерил Стрип и Умом Терман у главним улогама.

## Улоге
| Глумац          | Улога  |
| --------------- | ------ |
| Мерил Стрип     | Лиза   |
| Ума Терман      | Рафи   |
| Брајан Гринберг | Дејвид |